# Saint-Eusèbe (Saône-et-Loire)
Saint-Eusèbe é uma comuna francesa na região administrativa de Borgonha-Franco-Condado, no departamento Saône-et-Loire. Estende-se por uma área de 21,06 km². Em 2010 a comuna tinha 1 220 habitantes (densidade: 57,9 hab./km²).